# Echanella
Echanella is een geslacht van vlinders van de familie spinneruilen (Erebidae), uit de onderfamilie Herminiinae.

## Soorten
- E. albibasalis Holland
- E. hirsutipennis Robinson, 1975
- E. obliquistriga Prout, 1928
- E. obscura Prout
- E. temperata Prout, 1928